# Sylvia atricapilla
La curruca capirotada (Sylvia atricapilla) es una especie de ave paseriforme del género Sylvia dentro de la familia Sylviidae. Es un pájaro de pequeño tamaño de color sobrio y discreto, canto agradable, vuelo ágil, comportamiento activo e inquieto, que se alimenta de insectos y frutas. Habita principalmente en sotobosques y está ampliamente distribuido por Europa. Se trata de una curruca frecuente, y localmente abundante, que está muy repartida por toda España.

## Descripción
Mide entre 13 y 15 cm de longitud, con una envergadura de entre 20 y 23 cm, y un peso de unos 14 a 20 g. Presenta el cráneo levemente aplanado. El pico (en ambos sexos adultos) es negruzco con la mandíbula inferior gris pizarra. Los tarsos y los pies son gris azulado. El iris es de 3,5 mm de diámetro y de color castaño.

### Plumaje
A simple vista tiene un aspecto discreto e insignificante, ya que la sobriedad de su plumaje le permite pasar desapercibido para todo aquel que no haya aprendido a identificarlo, que lo confundirán con el gorrión común cada vez que se lo crucen fugazmente en su camino (ocurriendo esto más veces de lo que cabe imaginarse).
- El macho, para quien sabe identificar esta especie, resulta inconfundible; el macho adulto presenta sus partes superiores (laterales de la cabeza, del cuello y el pecho) de color verde oliva, o bien puede describirse como un tono pardo grisáceo. El obispillo es gris claro. El vientre blanco. Su cola y las alas son de un gris negruzco. El píleo y la frente son de color negro brillante.[2]

- La hembra se diferencia del macho principalmente por el píleo que es pardo o castaño rojizo. El resto de las partes superiores son pardo oliváceas, y en los lados de la cara hay un tinte grisáceo. El pecho y los flancos son de un tono más pálido, algunas veces con un tinte gris, pero siempre se presenta con un color más pardo que el del macho.[2]

- Los ejemplares inmaduros son similares a las hembras adultas, con el capirote castaño jengibre. Tal vez se pueda apreciar en la espalda y dorso de las alas un tinte más rojizo que en los adultos. El color de las partes inferiores, como son el pecho y los flancos, se presentan considerablemente más oscuros que en los adultos.[2]

 Nota:  Apenas se observan diferencias entre las distintas subespecies de Sylvia atricapilla, no obstante, morfológicamente sí que podrían encontrarse leves diferencias fácilmente apreciables.

## Distribución

### Globalmente
Es un ave básicamente europea. Cría en casi toda Europa, en las Islas Canarias, noroeste de África y Asia occidental. Migrador parcial. De presencia permanente en las islas británicas, en el sudoeste de Francia, en toda Italia, en el sudoeste de los Balcanes y en toda la península ibérica, donde se caracteriza por ser uno de los pájaros más abundantes a todos los niveles, aunque en invierno aparecen en mayor número con la llegada de multitud de aves que arriban hacia finales de septiembre y en el mes de octubre, procedentes de otros puntos de Europa, ya que como es citado anteriormente casi todo el continente forma parte del área de cría de los migrantes estivales.
Las nueve subespecies existentes, se distribuyen de la siguiente forma:
- S. a. atlantis. Subespecie endémica de las Azores.[3]

- S. a. atricapilla (Linnaeus en 1758). Europa y Norte mediterráneo.

- S. a. dammholzi (Stresemann en 1928). Cáucaso y Norte de Irán.

- S. a. gularis (Alexander en 1898). Cabo Verde e Islas Azores.[4]

- S. a. heineken (Jardine en 1830). Endémica de la Macaronesia. Presente en Madeira, Islas Canarias, sur de la península ibérica y noroeste de África.

- S. a. obscurus. Subespecie endémica de Canarias. En las cinco islas más occidentales del Archipiélago Canario, exceptuando Fuerteventura y Lanzarote.[5]

- S. a. pauluccii (Arrigoni en 1902). Mediterráneo central y Este.

- S. a. koenigi (Jordans en 1923). Es una consideración en la que existen desacuerdos, según la cual sería una subespecie de pauluccii.

- S. a. riphaea (Snigirewski, 1931). Sin fuentes que indiquen su distribución

### En España
En España se localizan cuatro subespecies distintas de Sylvia atricapilla.
- La nominal, S. atricapilla atricapilla, que se encuentra ampliamente extendida por toda la mitad norte peninsular a excepción de los espacios desforestados que se hallan en las diferentes zonas de la submeseta norte, Valle del Ebro y en los páramos ibéricos.

- Otra subespecie, S. atricapilla heineken, se distribuye por la mitad sur de la península ibérica e Islas Canarias, localizándose de manera más fragmentada en puntos específicos y locales, con una población en mayor o menor medida continuada a lo largo de toda Sierra Morena y Sistema Bético, aunque no está presente en el Valle del Guadalquivir así como en una amplia franja que se expande desde Cáceres y La Mancha, continuando hasta las costas levantinas.

- La subespecie S. atricapilla obscura, que es endémica de Canarias.

- Por último, la subespecie S. atricapilla pauluccii, se distribuye por las Islas Baleares (donde aparecen las poblaciones más occidentales), siendo menos frecuente en Ibiza y Formentera. También se localiza esta subespecie en Canarias, criando en todas sus islas, sobre todo en zonas bien forestadas con árboles desarrollados y sotobosque, en el borde inferior de la laurisilva. Se cree que cría en Ceuta y Melilla. Según el atlas nacional de Purroy (1997), se encuentra también en Sierra Morena y en el Sistema Bético.

## Hábitat

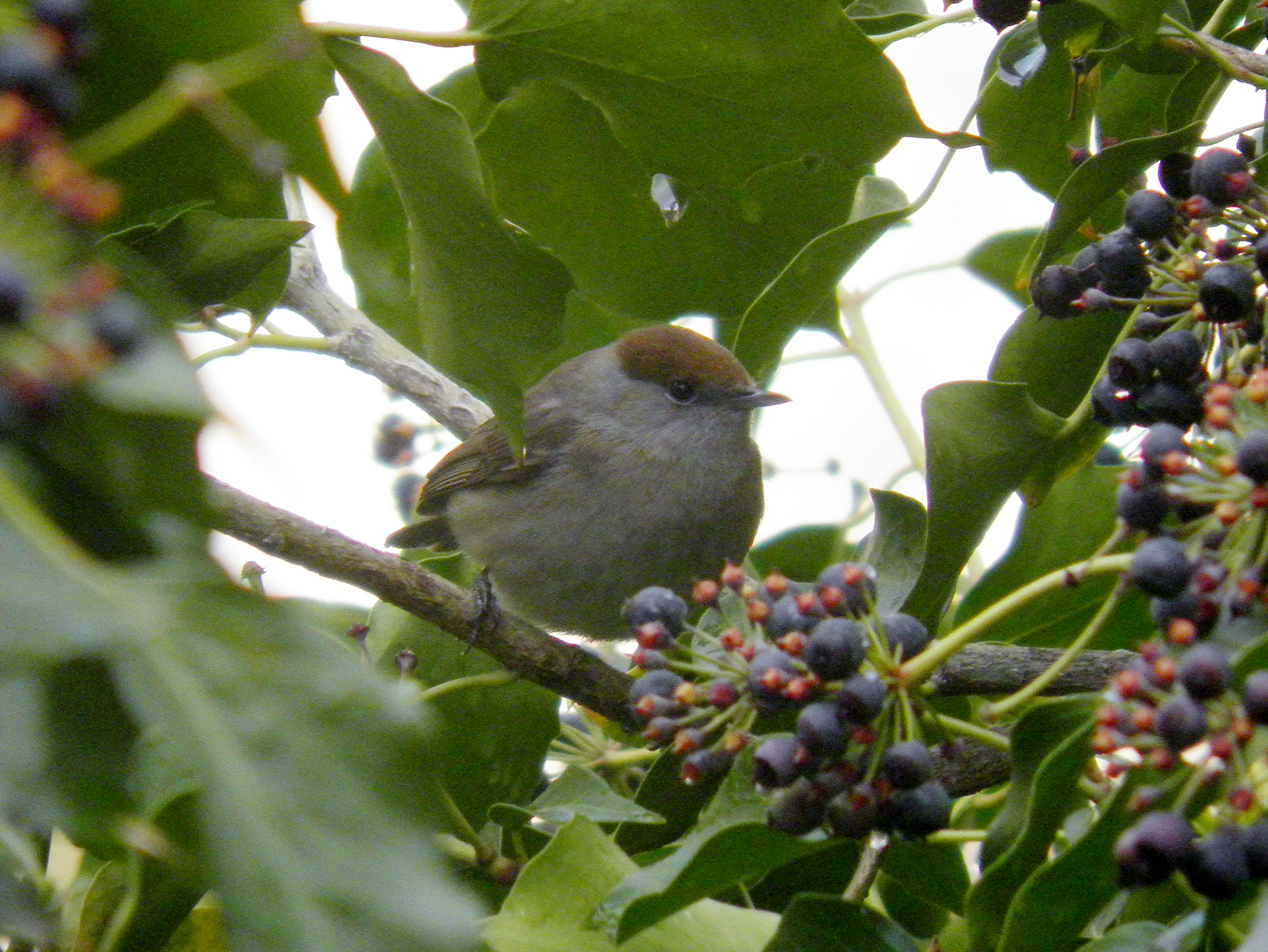
Hembra de curruca capirotada (Sylvia atricapilla) escondida entre la hiedra.

Es una especie forestal que cría en terrenos arbolados, umbríos y con denso sotobosque, aunque también pueden hacerlo en parques y jardines con abundante maleza, ya que siempre van de copa en copa, de mata en mata, e inquietamente de rama en rama. Ejemplos donde estas currucas se desarrollan son los robledales, fresnedas y otras formaciones de planifolios. También habitan bosques de coníferas, quejigares y bosques mixtos, monte bravío, huertos de frutales y también olivares. Evitan zonas muy secas por ello son frecuentes en la vegetación de riberas, junto a los arroyos, donde los índices de humedad son mayores y donde los árboles se presentan más desarrollados. Cuando las ciudades ofrecen mayor cantidad de alimento, o por motivos climáticos, etc., recurren a estas, pasando desapercibidas por ser desconfiadas y a la vez activas.
Altitudinalmente esta especie ocupa rangos muy dispares, desde el nivel del mar hasta los 1500 m (en Tenerife), incluso 1700 m en Pirineos centrales o los 1800 en el Sistema Central y 1850 m en las Cordilleras Béticas.

## Alimentación

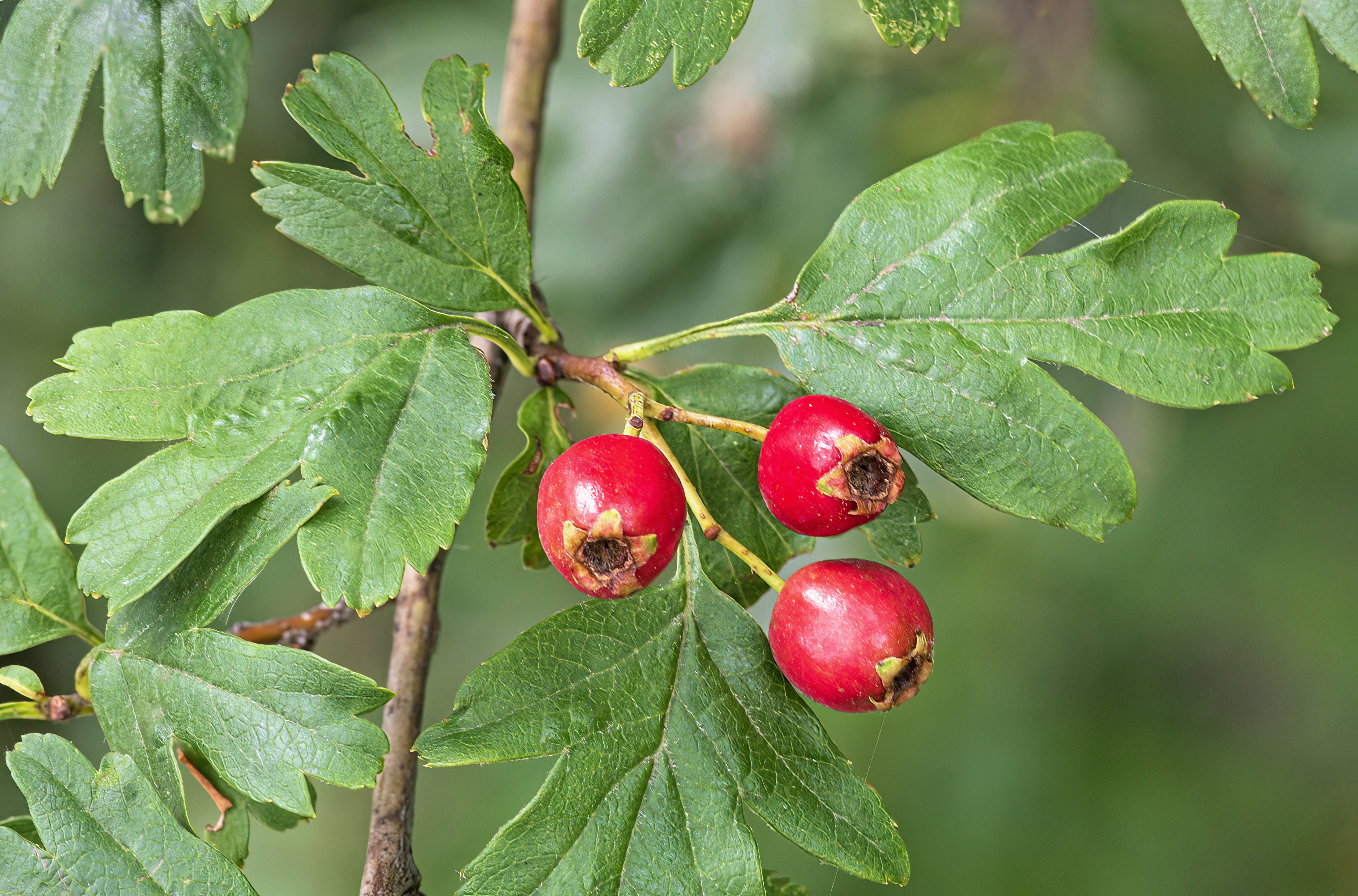
Fruto del espino común.

La curruca capirotada se alimenta de insectos, fruta cultivada y bayas o frutos silvestres. Durante la primavera se centra básicamente en la captura coleópteros y dípteros, aunque no son estos los únicos insectos que caen presa de este pajarillo. A partir del nacimiento de sus pollos se dedican a recoger infinidad de pequeñas orugas y larvas, aunque también son cebados con cerezas, higos y otros frutos silvestres del tiempo. Durante el invierno ingieren gran cantidad de manzana, aprovechándose de las cosechas más próximas lo que les permite resistir el invierno sin apenas moverse de zonas reducidas. Les gustan los frutos de la hiedra, así como las bayas de las plantas de adorno que encuentran en jardines o parques. Presentes en su dieta podrían estar, el saúco, el espino, el aligustre, la rosa silvestre, la zarzamora, la madreselva, el tejo, el acebo, etc., sintiendo especial predilección por todos ellos.

## Voz

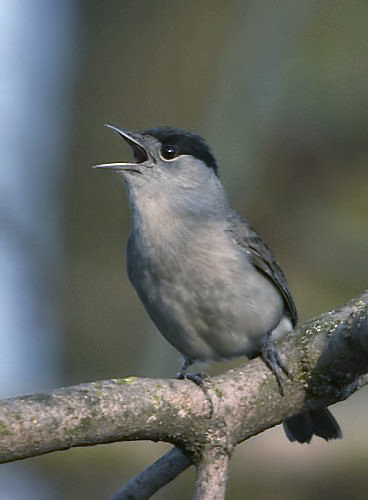
Ejemplar macho trinando.

La curruca capirotada es un pájaro incansable que se hace notar cantando constantemente y durante todo el año, tanto machos como hembras. Su trino es similar al de la curruca mosquitera, para no confundirlo ha de notarse que el de Sylvia atricapilla es más breve. Presentan un canto agradable y variado que comienza con un gorjeo rico y algo desordenado, iniciando posteriormente una corta serie de silbidos. El estribillo tiene variaciones según las zonas y los clanes que se forman entre las currucas capirotadas. Cuando la curruca está alarmada lanza un seco y duro teck teck, que es repetido insistentemente de dos en dos, tomando un ritmo más rápido cuanto mayor sea la excitación. También es destacable la emisión de una serie de sonidos breves, en tono muy bajo, que realizan al aproximarse al nido.

## Vuelo
Presentan un vuelo ágil y activo, siendo este un pajarillo de actitud inquieta y atareada. Cuando vuelan de uno a otro matorral, lo hacen como a sacudidas, y en mayores distancias su vuelo es marcadamente ondulado. En el verano generalmente la hembra adulta va en pequeños grupos acompañada por 3 o 4 jóvenes, y en el invierno las parejas se mantienen unidas. Cuando van en bandas y están posados, al ser espantados cada uno vuela en dirección diferente. Esta curruca no acostumbra a bajar al suelo, cuando lo hace camina a saltos y con el cuerpo agachado.

## Celo y cortejo
Esta curruca comienza a mostrarse sociable en otoño y durante el invierno. El celo se manifiesta pronto, sobre todo en los individuos sedentarios. Tanto durante la época del apareamiento como durante la incubación, los ejemplares machos defienden un espacio, o «reducido» territorio individual. Es entonces cuando se forman grupos de machos en torno a un matorral, entre la maleza, tal vez en las ramas más bajas de un árbol, o simplemente en su hábitat natural, y comienzan a perseguirse entre la vegetación, lanzando sonidos guturales frenéticamente y sin cesar. Para lograr dominar un determinado territorio, la curruca capirotada macho despliega todas sus armas, de tal forma que infla exageradamente el plumaje de su cuerpo, deja caer sus alas, quedando estas colgadas perezosamente como si les pesaran demasiado, mientras tanto, la cola se abre y se cierra, y el macho que se muestra con mayores «cualidades y valentía» consigue así dominar la situación, quedando por tanto dueño de un pequeño territorio.
Para presentarse ante las hembras, los machos de esta curruca se vuelven muy cantarines. Su cortejo es una exhibición de galanteo, con coreografías llenas de movimiento, agitando alas y cola, sin dejar de trinar entre los arbustos.

## Nido

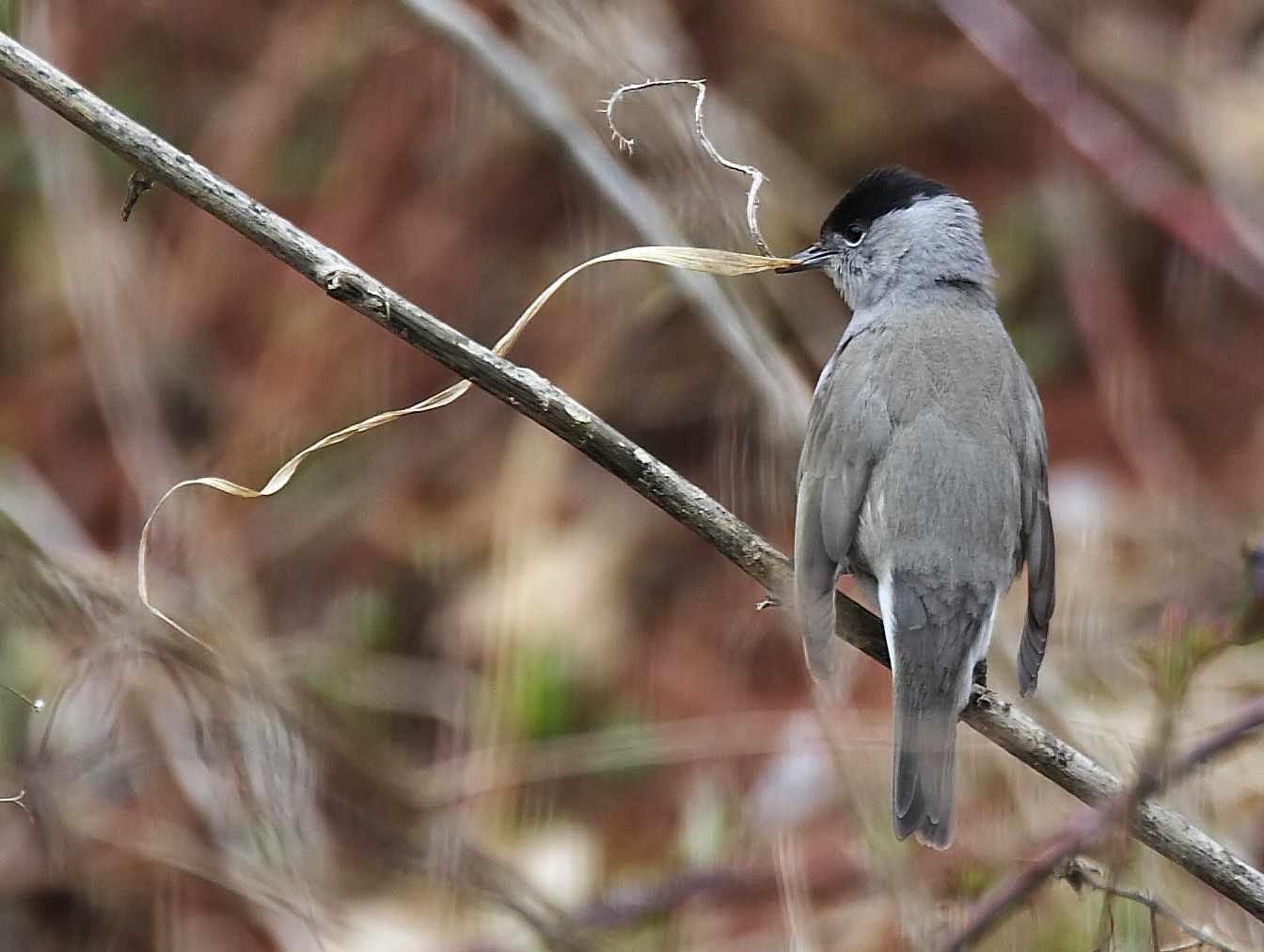
Curruca con hierba seca en el pico para construir su nido.

El nido es una construcción muy pobre, «transparente», ligero y escaso en materiales. Normalmente es el macho quien elige el lugar de emplazamiento colocando allí dos o tres hierbas secas, aunque es la hembra quien principalmente lo construye. Entre el macho y la hembra consiguen terminarlo en unos 3 o 5 días generalmente. Los materiales de construcción usados por esta curruca son básicamente hierbas secas, musgo, y raicillas, estando forrado interiormente con pelos y hierba más fina, para lograr un cierto confort. Se localizan escondidos en arbustos u otra maleza, sujetos en ramas débiles y a una altura del suelo que no suele bajar de 80 cm ni subir por encima del 1,70 m. Los polluelos permanecen en el nido durante un periodo de tiempo que oscila en unos 11 y 14 días.

## Huevo

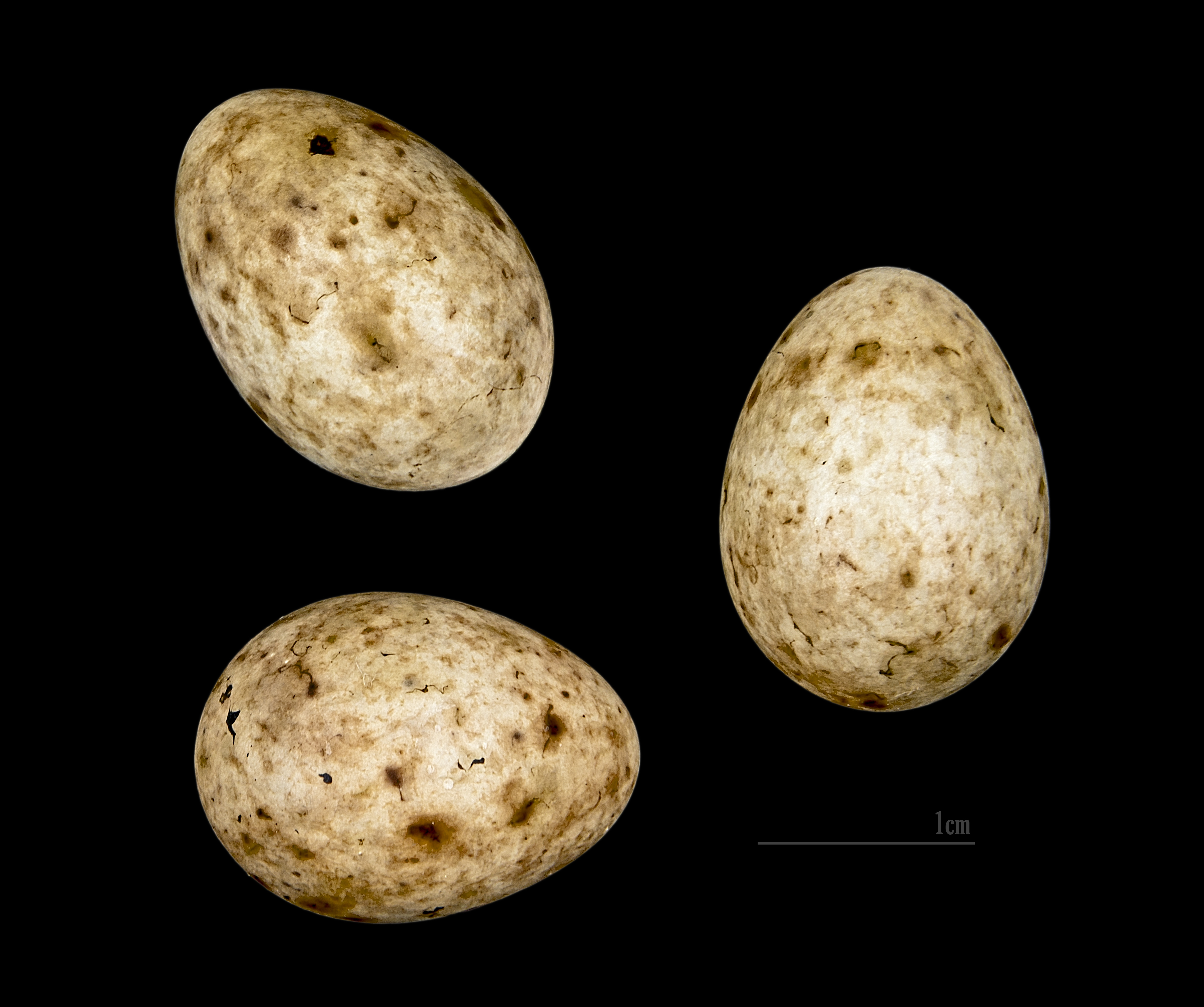
Huevos de Sylvia atricapilla

De color pardo grisáceo claro con muchas manchas y puntos marrones, pardos o grises. Presentan una media de tamaño de unos 19,4 x 14,6 mm aproximadamente. Esta curruca realiza dos puestas anuales, criando entre los meses de mayo y julio. La puesta normal viene siendo de 3 a 5 huevos, generalmente 4, que incubará durante unas 2 semanas (de 11 a 15 días).

## Longevidad
Su esperanza de vida depende directamente de los dos o tres primeros años desde su nacimiento, ya que si los superan, pueden llegar a vivir entre seis y siete años sin dificultad, siempre y cuando no caigan presa de algún predador, enfermen, o sufran algún tipo de accidente.
Debe destacarse la hipersensibilidad de estos pájaros a los cambios bruscos de temperatura, principalmente a los enfriamientos, así como a los desarreglos alimenticios y digestivos, provocados por una dieta pobre tanto en cantidad como en calidad, que produce una carencia de los nutrientes necesarios para su desarrollo.

### Enfermedades
Los parásitos que hospedan a Sylvia atricapilla son motivo de las posibles distintas enfermedades infecciosas que pueden afectar a estas aves. Un ejemplo es el parásito de la malaria de la curruca capirotada, que puede hacer bastante daño a la especie si su capacidad de transmisión y dispersión se presenta con demasiada potencia y facilidad.

### Predadores

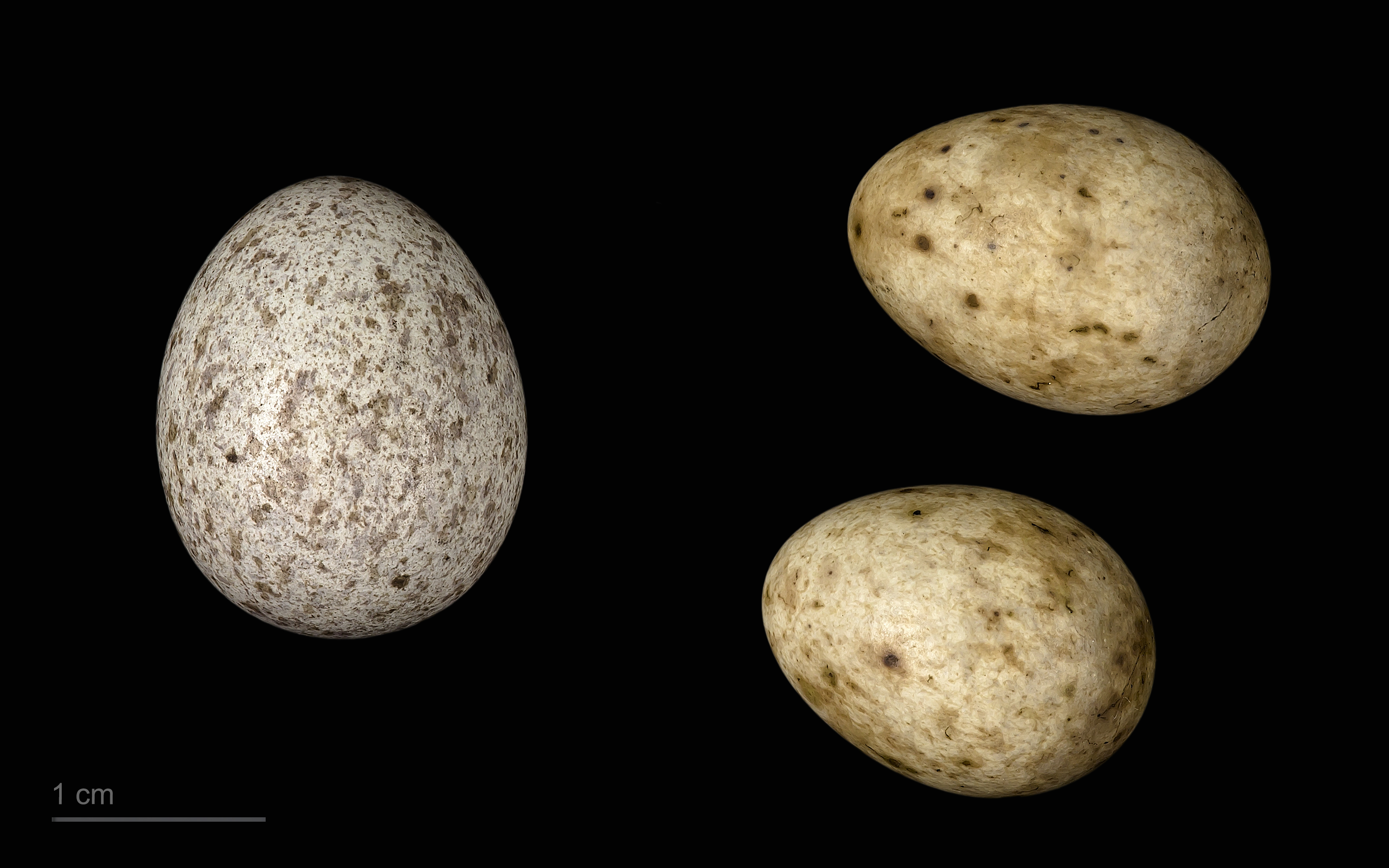
Cuculus canorus bangsi en un nido de Sylvia atricapilla - MHNT

Como toda pequeña ave de sotobosque, desde que es un simple polluelo la curruca capirotada puede ser presa de todo tipo de vertebrados, pues reptiles, diferentes pequeños mamíferos, y otras aves (como una simple urraca), codician este tipo de capturas.
También el ser humano puede convertirse en un "predador parcial" para un gran número de especies de aves, entre ellas la curruca capirotada, pues el dulce canto de estas aves las hace muy atractivas para mantenerlas en cautiverio, y existen todo tipo de prácticas ilegales por medio de las que se captura con redes y otros sistemas a estos pajarillos.

## Población y estado de conservación
La población mundial de la curruca capirotada se considera creciente. En Europa se calculan entre 25 y 49 millones de parejas, con tendencia al aumento. Las poblaciones locales de esta especie pueden balancearse en torno al 50 % o incluso más. Se conoce que poblaciones en Alemania y Austria aumentaron el número de parejas en los años 1980.
No obstante, localmente hablando, en otros puntos concretos como puede ser el Arroyo de Calamocarro (Ceuta), donde se establece como un ave residente común, estudios realizados entre 1998 y 2007 indican que la población de esta especie tan sólo se mantiene estable, incluso con tendencia a un leve descenso a pesar del aumento progresivo de la productividad y una tasa de recuperación neutra.
En España se calculan aproximadamente entre unas 850 000 y 1 500 000 parejas (como población nidificante). La densidad de población en época de reproducción, medida en número de aves por cada 10 hectáreas (aves/10 ha), varía en las diferentes zonas y hábitats de la península ibérica, siendo de entre 0'2 y 3'3 en el norte peninsular (hábitat con Pinus radiata), de entre 0'99 y 3 en las campiñas cantábricas (hábitat con Quercus petraea), de entre 0'2 y 1'83 en hayedos, de entre 0'24 y 0'7 en Pinus sylvestris del centro, o de entre 0'51 y 3'2 en melojares del centro. Las densidades se ven aumentadas a entre 2'6 y 6'2 en Pinus pinaster del centro y a 6'6 en campiñas con vegetación arbustiva del centro, bajan a 1'7 en encinares supramediterráneos del centro, aumentan a 7'6 en encinares de montaña del sur peninsular y a 8'4 en robledales de montaña del sur, así como baja a entre 0'3 y 2 en parques urbanos del centro peninsular. En Salamanca se calculan densidades de entre 1'2 y 2'5 de aves por cada 10 ha. En Galicia se estiman entre 2'8 y 6'9 aves por cada 10 ha.
En la actualidad, la curruca capirotada se considera globalmente en el mundo como una especie fuera de peligro en cuanto a su estado de conservación, clasificándose como una especie LC (Least Concern o Preocupación Menor), y por tanto es una especie no incluida en la Lista Roja de la UICN (1996).
En España la curruca capirotada es considerada una especie con categoría de "Interés Especial" (según el Real Decreto 439/1990), en el Catálogo Nacional de Especies Amenazadas elaborado por el Ministerio de Medio Ambiente, constando como especie "No Amenazada" en el Libro Rojo de los Vertebrados de España (1992).

## Miscelánea
- En Italia, el aspecto y el canto de la curruca capirotada es fuente de inspiración, tanto es así que inspiró al poeta italiano Giovanni Pascoli, quien dedicó un famoso poema a este pajarillo titulado La capinera (nombre en italiano de la curruca capirotada).[11] Giovanni Verga escribió una novela sentimental publicada en 1870 titulada Storia di una capinera (del italiano, Historia de una "capirotada"),[12] y con el mismo título, también existe una película (Storia di una capinera 1993) dirigida por Franco Zeffirelli.

- Según la BBC, la curruca capirotada es considerada un manjar en algunas zonas mediterráneas, asegurando que cada año se capturan y comen ilegalmente unos 900 millones de ejemplares aproximadamente.[13]

- Los nombres vulgares dados para esta especie dentro de España son: en castellano se conoce como curruca capirotada, o capirote (en Canarias). En catalán se conoce como tallarol de casquet. En gallego es papuxa das amoras. En vasco recibe el nombre de txinbo kaskabeltza.[5]

- Existen diversos sellos postales, de diversos países, donde se representa a Sylvia atricapilla.[14]